# EuroVelo 2

Mapa de la ruta EuroVelo 2

EuroVelo 2 (EV2), denominada Ruta de las Capitales, es una ruta ciclista de larga distancia EuroVelo de 5500 Km que va desde Galway (Irlanda) hasta Moscú (Rusia). Esta ruta pasa por siete países -de este a oeste Irlanda, Reino Unido, Países Bajos, Alemania, Polonia, Bielorrusia y Rusia- y visita todas sus capitales .

## Ruta

### En Irlanda
La ruta se conoce como la Vía Verde Dublin-Galway y aún no se ha sido finalizada.
El comienzo de la construcción de la sección occidental de EV2, entre Galway y Dublín, estaba programada entre Athlone y Mullingar en 2014 y se completó en 2015 a lo largo de una línea ferroviaria en desuso. Algunas partes entre Mullingar y el límite entre los condados de Westmeath y Meath han sido también completados. La sección de Dublín cerró la consulta pública en febrero de 2016 para construir la parte que va por el límite del condado. El diseño inicial de la sección más occidental a través de Galway y Roscommon ha sido rechazado por ser deficiente y debe ser rediseñado.
Existe cierta controversia sobre el estándar de diseño de la Eurovelo en Irlanda en general.

### En el Reino Unido

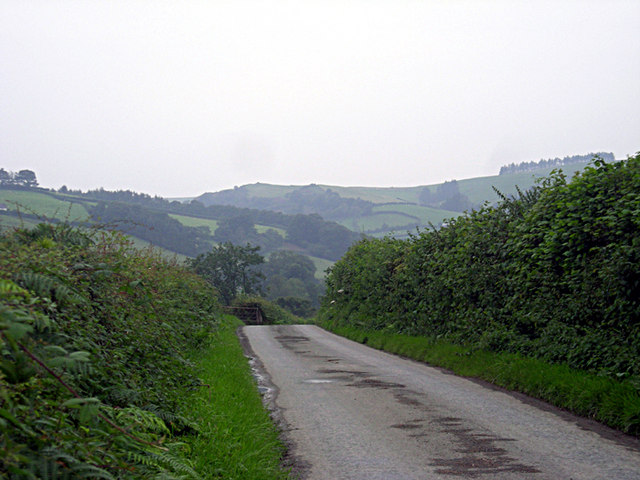
La EV2 en Powys, Gales

En el Reino Unido, la EV2 comienza en Holyhead en la isla de Anglesey y viaja a través del corazón de Gales a lo largo del NCR8 Lôn Las Cymru de National Cycle Network, pasando por el Parque Nacional de Snowdonia y el Parque Nacional de Brecon Beacons. También pasa por la capital galesa de Cardiff antes de cruzar el Severn, donde visita las ciudades de Bristol y Bath, conectadas por la vía férrea de Bristol y Bath .

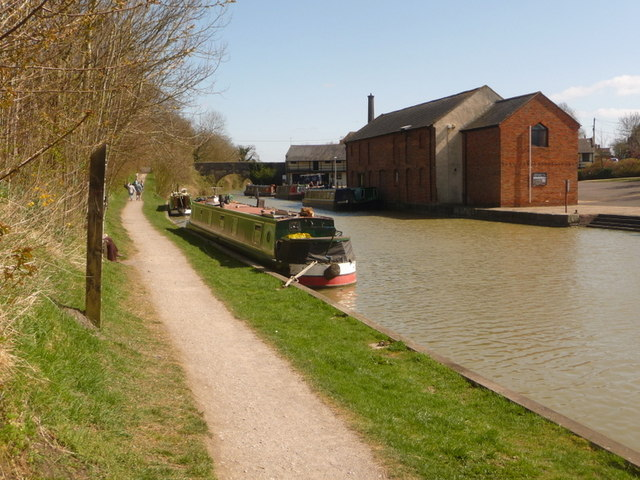
La EV2 a lo largo del canal de Kennet y Avon en Devizes, Wiltshire

Después de eso, se une a la ruta ciclista de Kennet y Avon (NCR4) a lo largo del canal que une el Támesis y el canal de Bristol, entretejiendo el paisaje en su camino desde Bath hasta Reading . En Reading, la ruta se une a la ruta ciclista Thames Path en su camino a Londres. Finalmente sale de Londres a través de los muelles, viajando hacia el norte hasta el puerto de transbordadores en Harwich .

### En los Países Bajos
En los Países Bajos, la EV2 sigue las rutas ciclistas nacionales holandesas LF4 y LF8. Desde La Haya sigue la LF4 hasta Borculo y luego la LF8 hasta Zwillbrock en la frontera alemana.

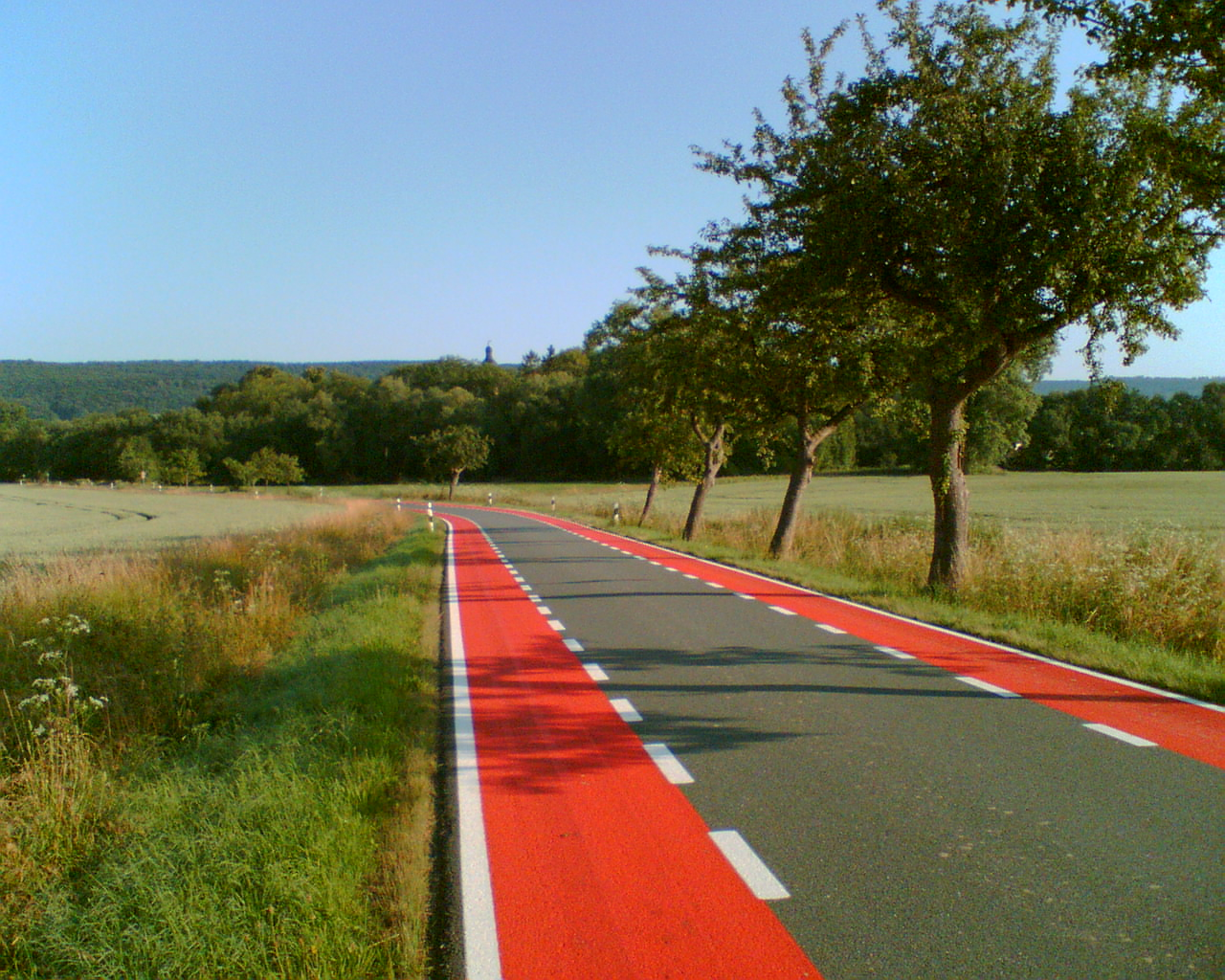
La EV2 en Baja Sajonia, Alemania

### En Alemania
En Alemania, la EV2 sigue la D-Route 3 de German Cycling Network, que recorre 960 km (596,5 mi) desde la frontera holandesa en Vreden hasta la polaca en Küstrin-Kietz .

### En Polonia
En Polonia, la EV2 existe desde la frontera alemana hasta Poznań. El resto está actualmente en desarrollo.

### En Bielorrusia
En Bielorrusia, atravesará el último gran bosque primitivo de Europa, el Bosque de Białowieża y la capital Minsk .

### En Rusia
En Rusia, el EV2 está en las etapas de planificación y pasará por Smolensk en su camino a Moscú .